# Гелен Джой
Гелен (Елейн) Джой (англ. Hélène Joy; нар. 21 жовтня 1978) — канадська зірка телесеріалів, акторка театру й кіно австралійського походження. Найбільше відома виконанням ролей у телесеріалах «Округ Дарем» та «Розслідування Мердока».

## Життєпис
Гелен Джой народилася та виросла у місті Перті, Австралія. Розпочала акторську діяльність у старших класах середньої школи К'юдейла. Згодом гастролює Європою з молодіжною театральною трупою. Рік навчалася на театральному відділенні пертського Університету Кертіна, а відтак здобула стипендію в Західно-Австралійській Академії Мистецтв у Перті, де отримала диплом із відзнакою (академічна нагорода Леслі Андерсона за найкраще виконання ролі).

## Кар'єра

### Телебачення та фільми
Виконувала незначні ролі в телевізійних серіалах в Австралії, як-от: Snowy River: The McGregor Saga (1996), Water Rats (1996–97), Big Sky (1997), та Stingers (1999). Через три роки перебралася до Ванкувера, Британська Колумбія, Канада.
Після приїзду у Ванкувер знайшла роботу на таких шоу, як First Wave (2000), The Outer Limits (2001), The Chris Isaak Show (2002), та The Twilight Zone (2002). У 2003 році вона зіграла головну роль Джуді Сургік в короткометражному телесеріалі CBC TV An American in Canada (2003–04), який став номінантом на премію Джеміні за кращий серіал / програму «Комедія виконавців». У 2005 році вона з'явилася в художньому фільмі Desolation Sound.
Мешкаючи у Ванкувері, почала виконувати ролі в Торонто, включаючи другорядну роль у фільмі Розслідування Мердока: Під хвостом дракона (2004). Після переїзду в Торонто вона зіграла невеликі ролі в телесеріалах, таких як This Is Wonderland (2005–06) and ReGenesis (2006).
Попри те, що у фільмі Під хвостом дракона Гелен Джой грала іншу роль, її акторські здібності так вразили авторку серії книг про детектива Вільяма Мердока Морін Дженнінгс, що вона порадила продюсерам телевізійного серіалу (одна з яких — її дочка Крістіна Дженнінгс) обрати її на ключову роль патологоанатомки Джулії Оґден.

### Театр
Театральна кар'єра Джой розпочалася в Австралії ролями в трагедіях Шекспіра у компанії Bell Shakespeare. Згодом вона зіграла низку ролей в Мельбурнській театральній компанії: Офелію в Гамлеті, юну Леді Макбет в Макбеті, Джульєтту в Ромео і Джульєтта. Її канадський театральний дебют відбувся у 2012 році в п'єсі австралійського драматурга Ендрю Бовелла Speaking in Tongues в театрі Торонто.

### Озвучування
Вона озвучила голоси Габі та Полі в австралійсько-канадському анімаційному серіалі «Yolky in The Eggs» (2004), «Faireez» (2005), «The Secret World of Og» (2006), «Pearlie» (2008) та «Detentionaire» (2012).

## Нагороди та номінації
У 2006 році Джой була номінована на премію Джеміні за її роботу в телефільмі «Розслідування Мердока:Під хвостом дракона», а також була номінована на кращу жіночу роль за ReGenesis. У 2011 і у 2012 році вона була номінована на нагороду телевізійного фестивалю в Монте-Карло (Monte-Carlo TV Festival Awards) за її роботу в серіалі «Розслідування Мердока».
У 2005 році вона отримала нагороду Leo Award за Desolation Sound.
Вона отримала премію Джеміні за драматичну ролі у 2008 році у "Окрузі Дарем".

## Особисте життя
Джой покинула Австралію разом із приятелем, перебравшись до Ванкувера. Джой навчалась та отримала ліцензію як агентка з нерухомості в Австралії. Вона веганка, у вільний час полюбляє мандрувати.